# Pleurotus velatus
Pleurotus velatus är en svampart som beskrevs av Segedin, P.K. Buchanan & J.P. Wilkie 1995. Pleurotus velatus ingår i släktet Pleurotus och familjen musslingar.   Inga underarter finns listade i Catalogue of Life.